# Comuna Mîhailîkî, Kozelșciîna
Mîhailîkî (în ucraineană Михайлики) este o comună în raionul Kozelșciîna, regiunea Poltava, Ucraina, formată din satele Mîhailîkî (reședința) și Veazivka.

## Demografie
Componența lingvistică a comunei Mîhailîkî
     Ucraineană (97,11%)
     Rusă (2,07%)
     Alte limbi (0,83%)
Conform recensământului din 2001, majoritatea populației comunei Mîhailîkî era vorbitoare de ucraineană (97,11%), existând în minoritate și vorbitori de rusă (2,07%).